# Pseudotrochalus infans
Pseudotrochalus infans är en skalbaggsart som beskrevs av Moser 1916. Pseudotrochalus infans ingår i släktet Pseudotrochalus och familjen Melolonthidae. Inga underarter finns listade i Catalogue of Life.